# ولاهووتسی
ولاهووتسی (به بلغاری: Vlahovtsi) یک منطقهٔ مسکونی در بلغارستان است که در شهرستان گابروو واقع شده‌است.